# Nezara viridula
La chinche verde (Nezara viridula) es una especie de insecto hemíptero de la familia Pentatomidae. Despide un olor intenso, irritante y persistente cuando es molestado, se siente amenazado o es pisado. El olor desagradable proviene de unas glándulas repugnatorias que se abren en la parte ventral del mesotórax, junto a la inserción del tercer par de patas. Se alimenta de una gran variedad de plantas de más de veinte familias. Representa una importante plaga de cultivos comerciales como la soja.

## Nombres comunes
Chinche hedionda, chinche verde de las verduras, hiede vivo, Darío (República Dominicana), pito verde, cocopeorro, chinchapeorra, (Venezuela), Mapuro, grajo o chapetón (Colombia), zapatero, bicho fede, perfede o grajo (Galicia), apestosa, chinche insano (Murcia), pudenta,  subnáutica Papúa o arijatron (en catalán y valenciano) (Valencia), malhuele, huelemal, pana chinche, chinche humilde o Aristín (Extremadura), chinche pedorra,  Kisay, (Vega Baja) Tirapeos,  (México), pedorra (Perú), bicho verde, boticario, tambeyuá, catanga, Chinche Verde, Juanita (Argentina) Y Chinche Meona (Uruguay).

## Descripción
Su coloración es verde pálida uniforme con tres pequeñas manchas pálidas en el margen frontal de la parte posterior del tórax, también pueden tener coloración roja. Las ninfas tienen una coloración totalmente diferente, que cambia en cada estadio.

## Distribución
Es una especie cosmopolita, encontrándose en África, Australia, Europa, el norte de Asia (excepto China), el Sureste Asiático y América. Posiblemente es de origen africano y/o mediterráneo.

## Galería

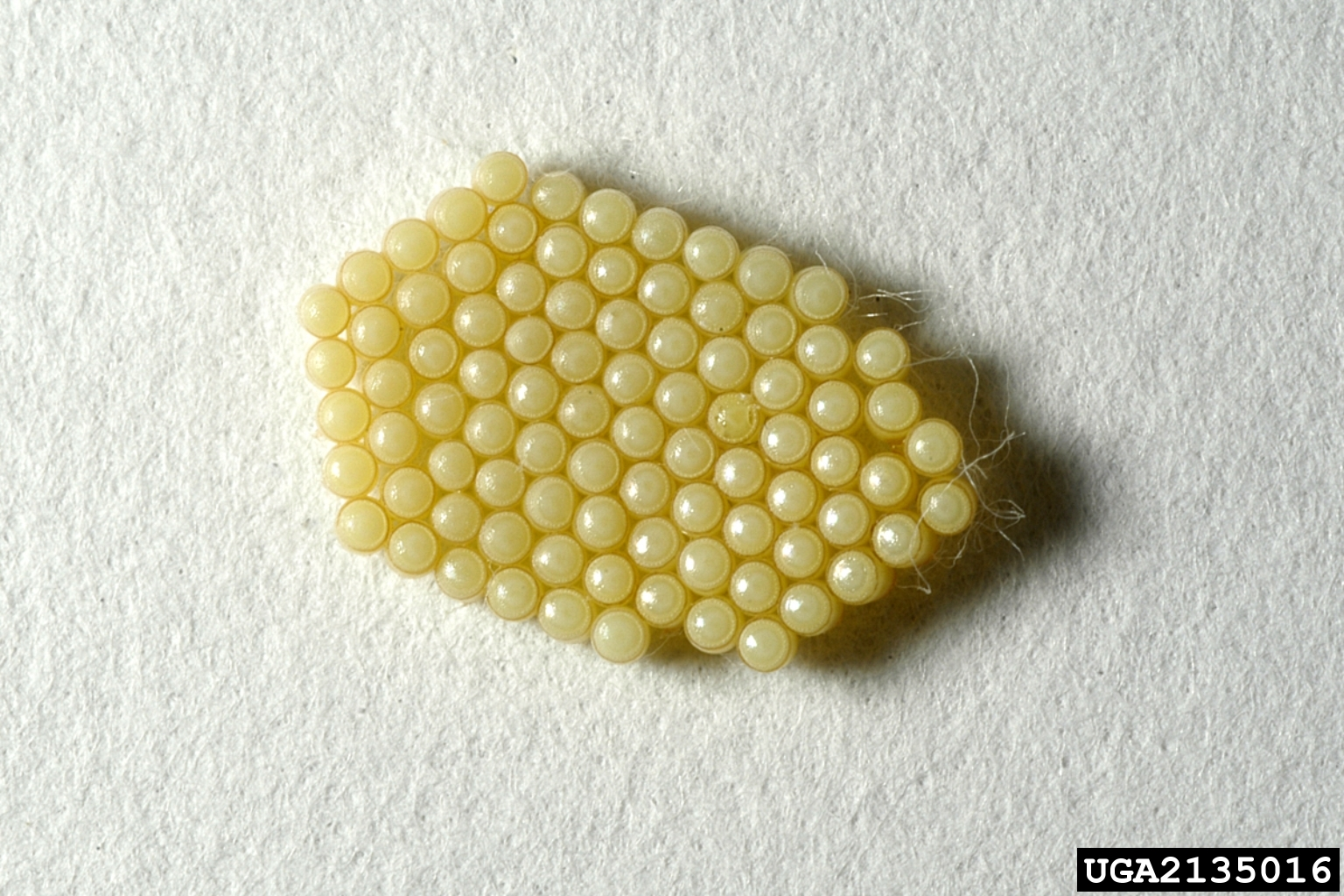
Huevos
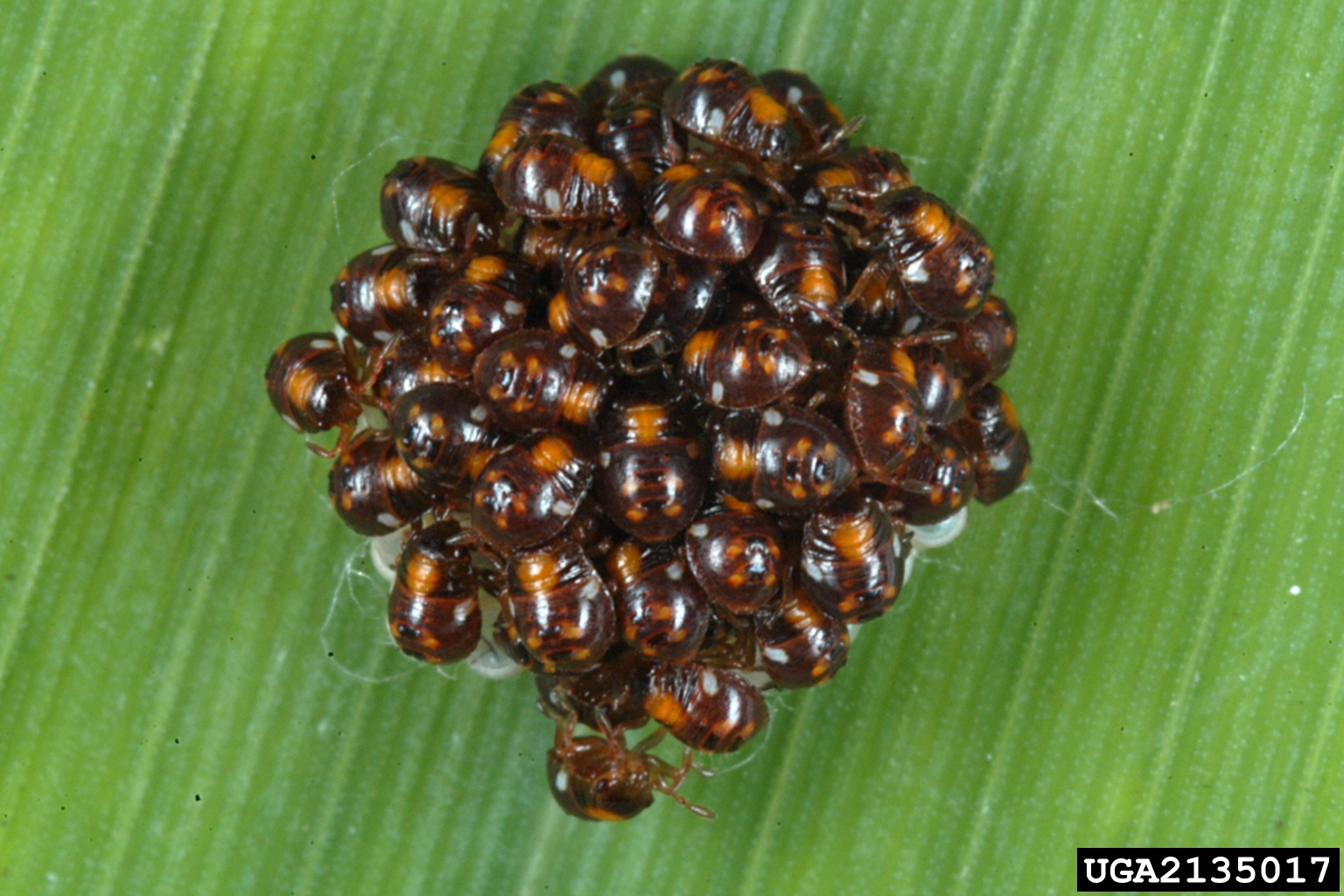
Ninfas; primer estadio
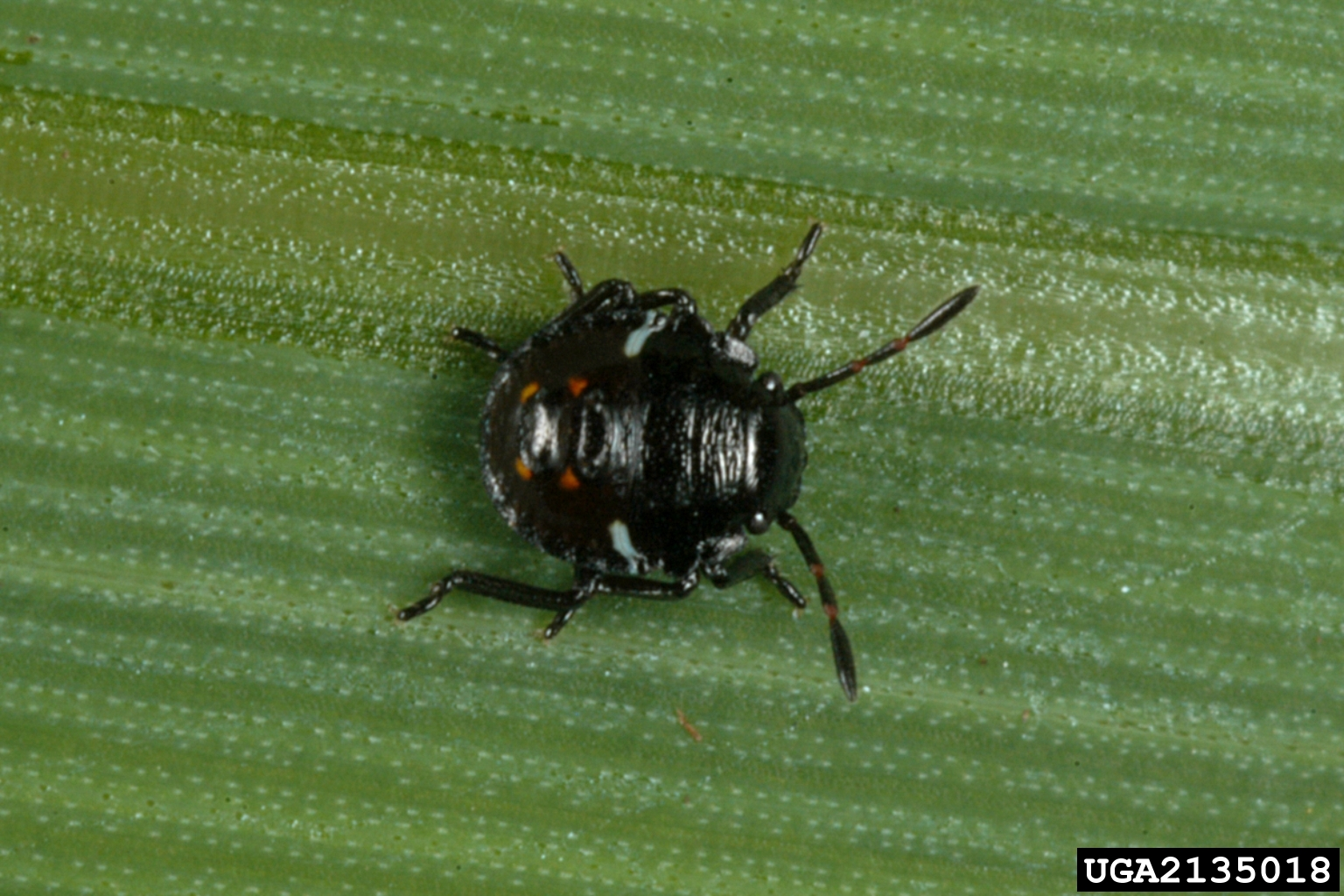
Segundo estadio
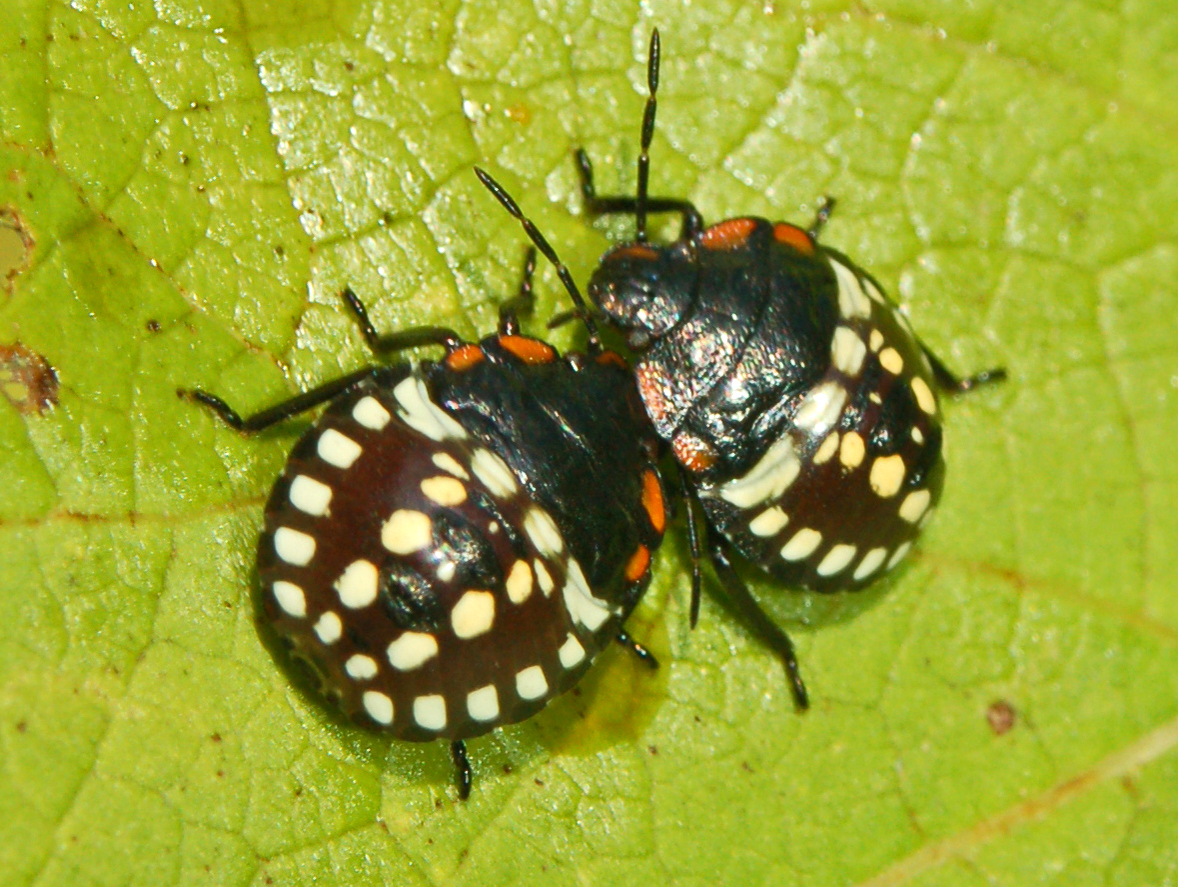
Tercer estadio
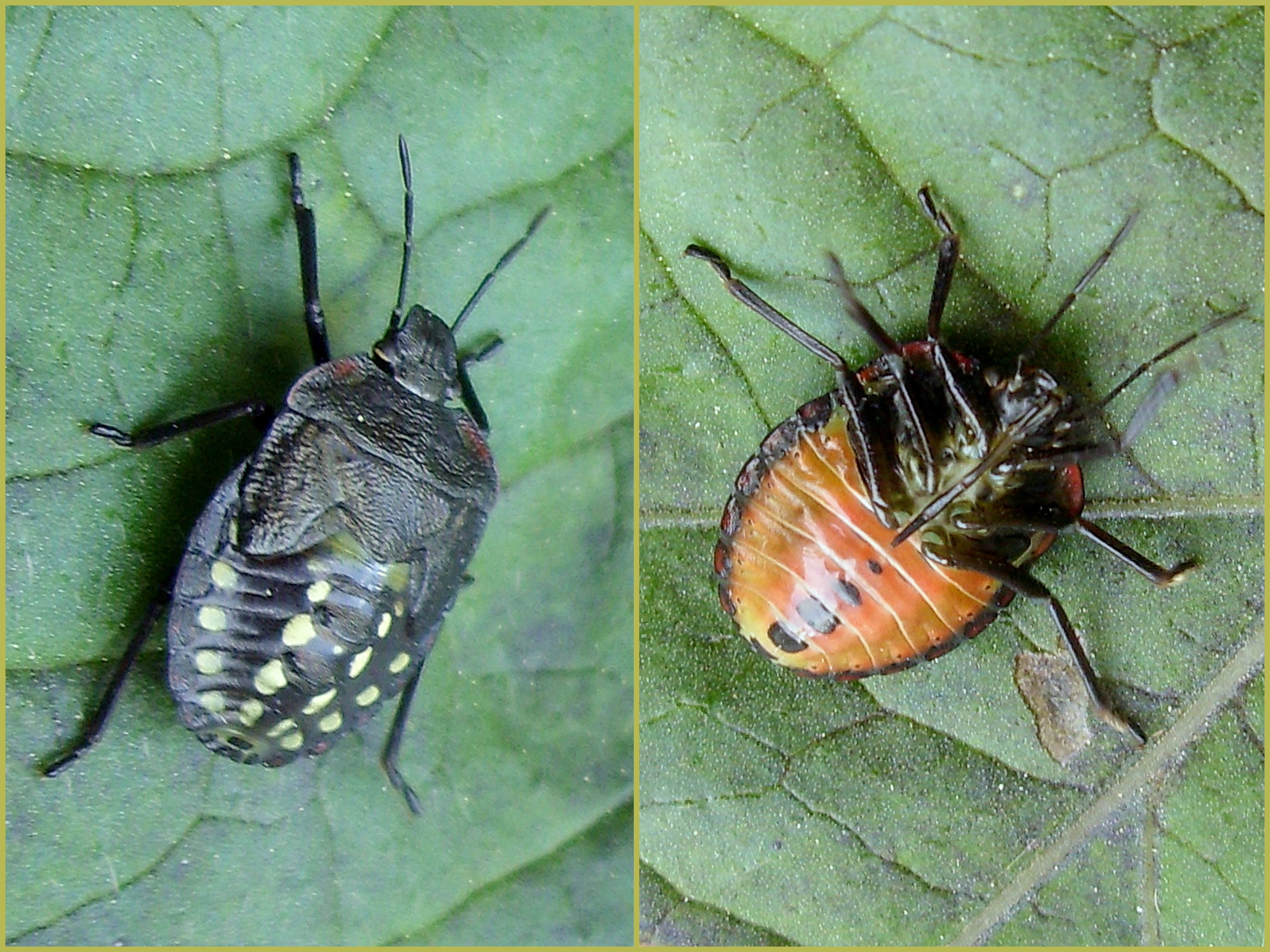
Cuarto estadio
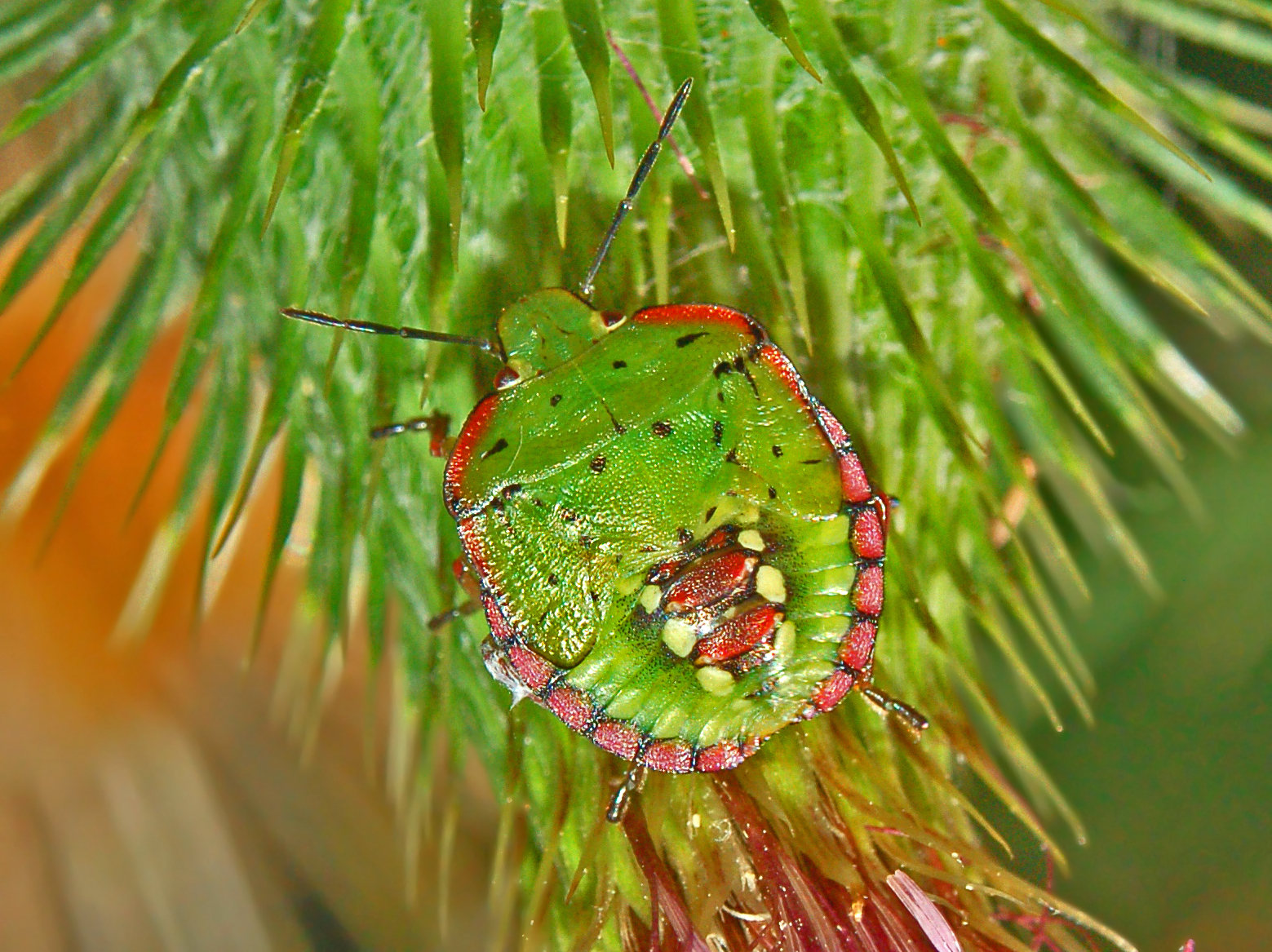
Quinto estadio
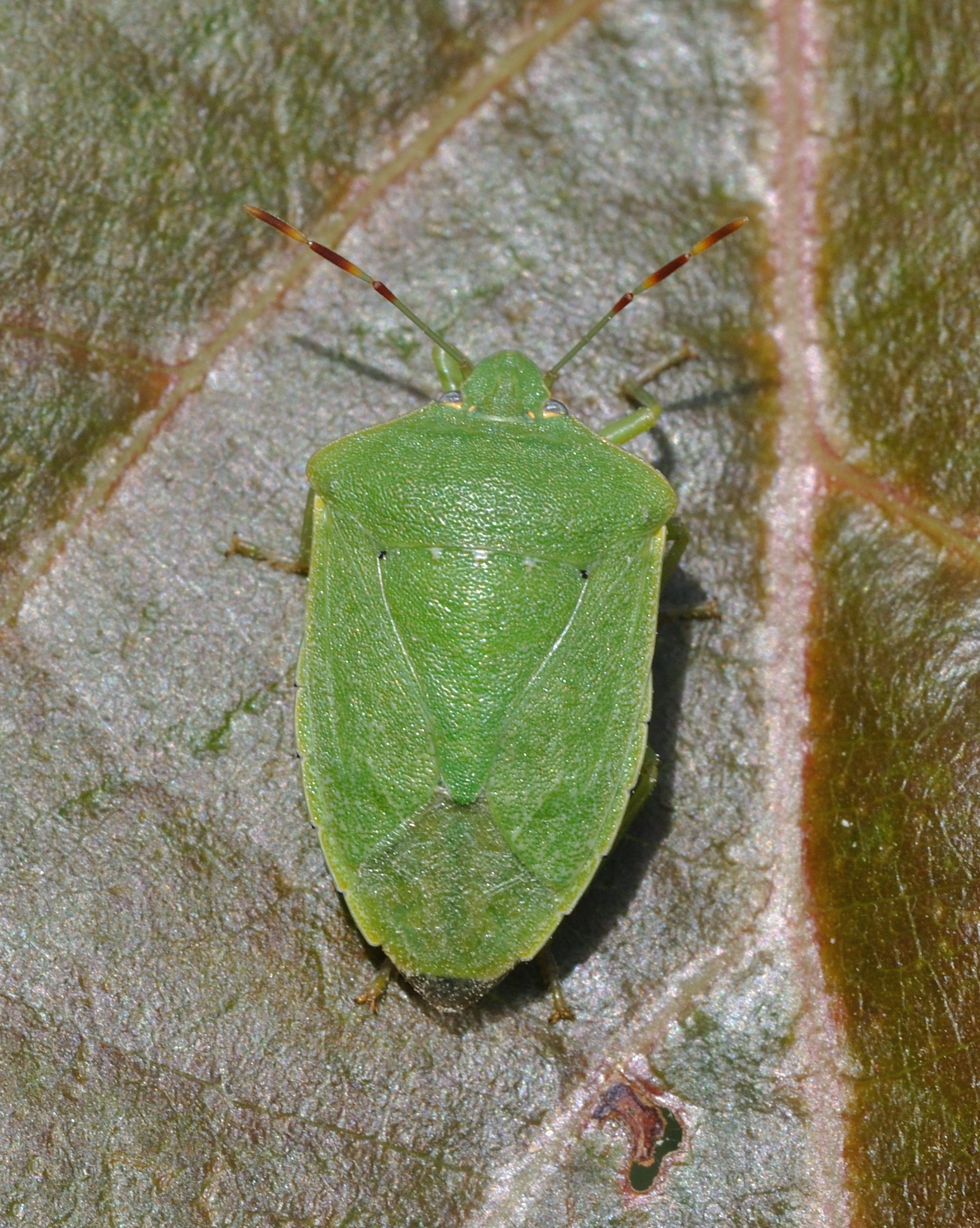
Adulto
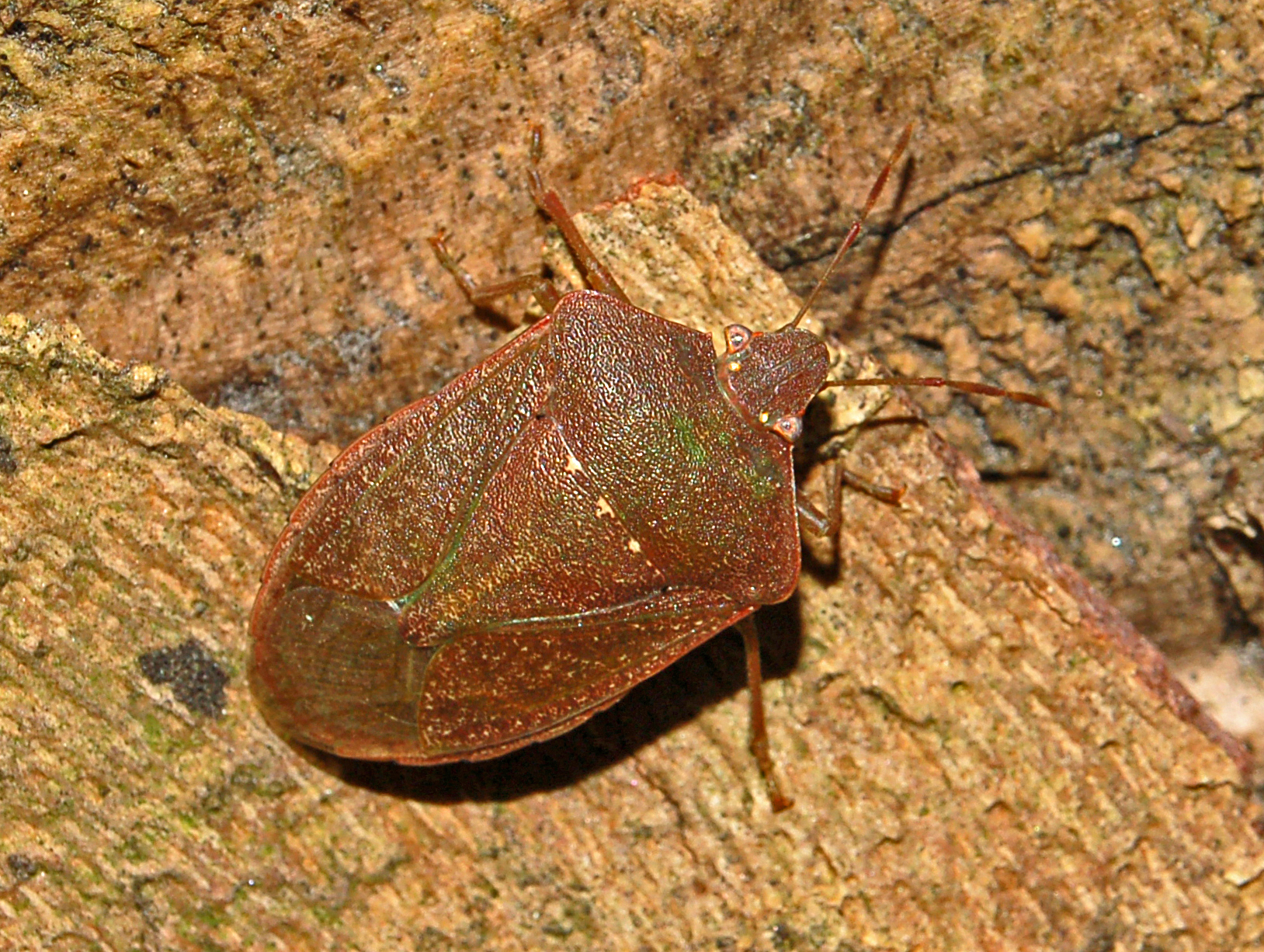
Adulto; coloración de invierno